# Univers (magazine)
 (juillet 2024).
Si vous disposez d'ouvrages ou d'articles de référence ou si vous connaissez des sites web de qualité traitant du thème abordé ici, merci de compléter l'article en donnant les références utiles à sa vérifiabilité et en les liant à la section « Notes et références ».
Pour les articles homonymes, voir Univers (homonymie).
Univers est un magazine de science-fiction français, devenu recueil annuel de nouvelles de science-fiction, initialement dirigé par Jacques Sadoul et Yves Frémion, dont la parution s'échelonne de 1975 à 1990 aux éditions J'ai lu, d'abord sous forme trimestrielle, puis sous forme annuelle.

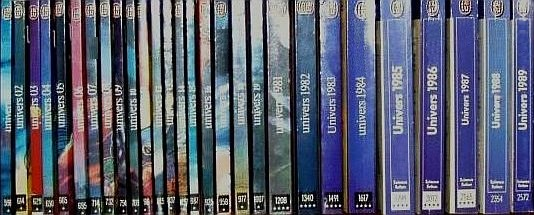
Intégrale de l'anthologie 'Univers'.

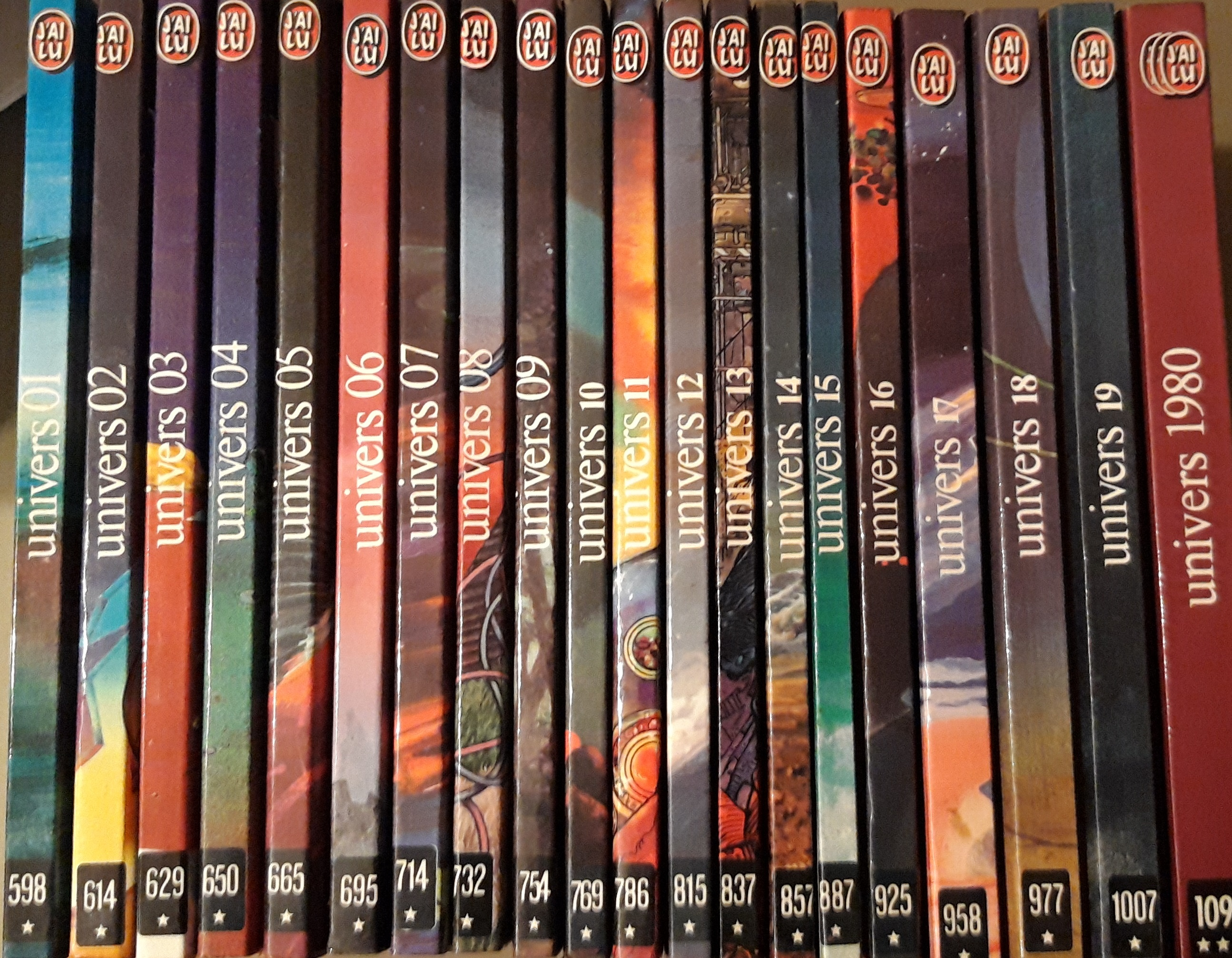
Premiers titres de l'anthologie.

## La revue trimestrielle (1975-1979)
Sous sa forme trimestrielle, Univers connaît 19 numéros parus de juin 1975 à décembre 1979. Jacques Sadoul, qui est déjà, à l'époque, responsable de la collection de science-fiction au format de poche chez J'ai lu désirait présenter des textes des « tendances les plus contemporaines » de la science-fiction américaine. Il confie le rôle de rédacteur en chef à Yves Frémion.
Effectivement, Univers publie au fil des numéros, dans le domaine anglosaxon, de nombreux textes de fiction spéculative (en français : Littératures de l'imaginaire), avec des auteurs tels que Harlan Ellison, Norman Spinrad, J. G. Ballard ou Christopher Priest ; et, pour ce qui est des auteurs déjà confirmés à l'époque, il faut citer par exemple Philip K. Dick, Philip José Farmer et Ursula K. Le Guin. Mais des auteurs de science-fiction plus classique figurent aussi au sommaire de la revue Univers, entre autres A. E. van Vogt, Robert Sheckley et Catherine Moore.

## La revue annuelle (1980-1990)
Par la suite, une revue annuelle voit le jour. Son appellation est toujours en fonction de l'année de publication : ainsi le numéro sorti en 1980 est titré Univers 1980, celui sorti en 1981 devient Univers 1981, etc.

### Univers 1980
- Lien externe : Fiche sur le site NooSFere

### Univers 1981
- Lien externe : Fiche sur le site NooSFere

### Univers 1982
- Lien externe : Fiche sur le site NooSFere

### Univers 1983
- Lien externe : Fiche sur le site NooSFere

### Univers 1984
- Lien externe : Fiche sur le site NooSFere

### Univers 1985
- Lien externe : Fiche sur le site NooSFere

### Univers 1986
- Lien externe : Fiche sur le site NooSFere

### Univers 1987
- Lien externe : Fiche sur le site NooSFere

### Univers 1988
- Lien externe : Fiche sur le site NooSFere

### Univers 1989
- Lien externe : Fiche sur le site NooSFere

### Univers 1990
- Lien externe : Fiche sur le site NooSFere